# Ptychoptera pauliani
Ptychoptera pauliani är en tvåvingeart som beskrevs av Alexander 1957. Ptychoptera pauliani ingår i släktet Ptychoptera och familjen glansmyggor.
Artens utbredningsområde är Madagaskar. Inga underarter finns listade i Catalogue of Life.